# Georg Kiessig
Georg Kiessig (Leipzig, 1885 - 1945) fou un director d'orquestra i compositor alemany.
Estudià al conservatori de la seva citat nadiua. Es va distingir com a mestre concertador i director d'orquestra. Les seves obres principals com a compositor, de factura moderna, són: la Suite-Eichendorff (1914), per a orquestra, i els poemes simfònics Ashaver (1914); Mein Vaterland (1915); Ein Totentanz (1916), i l'òpera en tres actes Anselm (1820). També va compondre lieder amb acompanyament de piano i orquestra; música de cambra; peces per a piano i cors.